# Paul Mazurkiewicz
Paul Mazurkiewicz (ur. 8 września 1968 w Buffalo) – amerykański perkusista i autor tekstów polskiego pochodzenia. Paul Mazurkiewicz znany jest przede wszystkim z występów w deathmetalowej formacji Cannibal Corpse, której był współzałożycielem. Wcześniej grał w death-thrashmetalowym zespole Tirant Sin.
Muzyk używa bębnów Ddrum, talerzy Zildjian, pedałów Czarcie Kopyto i pałeczek Regal Tip. Jest także endorserem obuwia firmy dB Drum Shoes. Ma żonę Deanę i córkę Avę. Około 2002/2003 został wegetarianinem.

## Filmografia
- Ace Ventura: Psi detektyw (jako on sam, członek Cannibal Corpse; 1994, komedia, reżyseria: Tom Shadyac)[12]